# Radio BAB
Radio BAB – stacja radiowa nadająca od 1 maja 1997 do 10 listopada 2005, na częstotliwości 97,5 MHz w Łomży, obejmując swoim zasięgiem obszar ok. 30 km wokół Łomży. 

## Historia
13 stycznia 1997, Krajowa Rada Radiofonii i Telewizji przyznała Radiu BAB koncesję na nadawanie programu, a emisję rozpoczęto 1 maja 1997. Była drugą (po Radiu Łomża) łomżyńską stacją radiową. Radio BAB w pierwotnym ukierunkowaniu miał być adresowany do kobiet, jak to też wskazywała sama nazwa rozgłośni. W grudniu 2002, Radio BAB było jedną z wielu stacji radiowych, które założyły Grupę Medialną „Lokalne Radio".
W 2004 nastąpiły poważne zmiany — we wrześniu tego samego roku rozpoczęto współpracę z RPM Białystok, które produkowało program Radia Jard i Radia Jard II. Wówczas radio zaczęło nadawać muzykę z lat 60., 70. i 80., emitując ją w ciągu dnia, natomiast wieczorem emitowano muzykę współczesną, adresowaną do młodzieży. Wówczas Radio BAB nadawało pod hasłem Przebój za przebojem.
W sierpniu 2005 dotychczasowy właściciel rozgłośni, Y-Radio (będące także właścicielem Radia BRW i Radia ABC) sprzedał wszystkie udziały w tych rozgłośniach spółce Multimedia za 1,15 miliona złotych. 26 września 2005, wspólnie z Radiem BRW zaczęto nadawanie audycji pod hasłem "Przełącz się na Maxxxa", nadając program zbliżony do RMF Maxxx pod własną marką. 10 listopada tego samego roku na częstotliwości Radia BAB wystartowało RMF Maxxx Łomża.